# George Grenville
George Grenville (ur. 14 października 1712 w Londynie, zm. 13 listopada 1770 tamże) – wigowski polityk brytyjski, który pełnił w latach 1763–1765 funkcję premiera Wielkiej Brytanii.
Grenville był synem Richarda Grenville’a i Hester Temple (późniejszej 1. hrabiny Temple). Jego starszym bratem był 2. hrabia Temple. George był kształcony w Eton College i Christ Church College w Oksfordzie. W 1736 został członkiem palestry. W 1741 roku wszedł do parlamentu jako reprezentant okręgu Buckingham, którym pozostał do śmierci.
Został opozycjonistą wobec rządu Sir Roberta Walpole’a. W grudniu 1744 został lordem Admiralicji w rządzie Henry’ego Pelhama. Sprzymierzył się ze swoim bratem Richardem i z Williamem Pittem Starszym (szwagrem Richarda) by wymusić stanowiska na premierze Pelhamie. W czerwcu 1747 Grenville został lordem skarbnikiem (Lord of the Treasury), a w 1754 skarbnikiem floty (Treasurer of the Navy) i doradcą królewskim (Privy Councillor).
Jako Treasurer of the Navy stworzył w 1758 roku lepszy od poprzednio obowiązującego system opłacania marynarzy. Pozostał na tym urzędzie do roku 1761, kiedy William Pitt, 1. hrabia Chatham zrezygnował z urzędów oskarżony o wywołanie konfliktu zbrojnego z Hiszpanią (nie wiedziano jeszcze wtedy, że wojna ta okaże się zwycięska). Władzę przejął torys popierany przez króla Lord Bute. Grenville został szefem opozycji, w 1762 roku został sekretarzem Stanu Północnego Departamentu (Secretary of State for the Northern Department), a w październiku tego roku pierwszym lordem Admiralicji (First Lord of the Admiralty); w 1763 jeszcze pierwszym lordem skarbu (First Lord of the Treasury) i kanclerzem izby obrachunkowej (Chancellor of the Exchequer).